# Бірманська плита

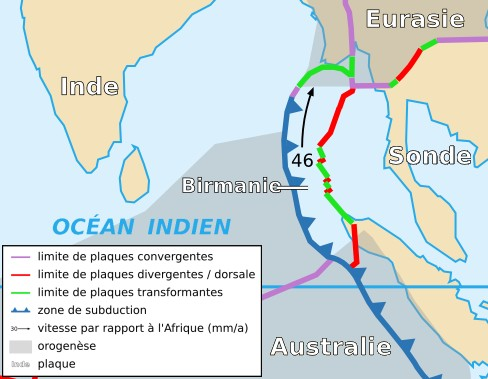
Бірманська плита на мапі

Бірманська плита маленька тектонічна плита або мікроплита розташована у Південно-Східнійї Азії. Має площу — 0,01270 стерадіан (1,100,000 км2). Зазвичай розглядається у складі Євразійської плити.
Андаманські острови, Нікобарські острови і північно-західна Суматра розташовані на плиті. Ця острівна дуга відокремлює Андаманське море від Індійського океану на заході. 
На сході лежить Сундська плита, відокремлена трансформною границею прямуючою у напрямку з півдня на північ через Андаманське море. Ця межа між Бірманською і Сундською плитою утворило Андаманське море і відокремило Андамансько-Нікобарсько-Суматранську острівну дугу від материка Євразія, процес спредингу, який почався приблизно 4 мільйонів роки тому. 
На заході є набагато більшою Індостанська плита, яка зазнає субдукцію під Бірманську плиту. Ця велика зона субдукції сформувала Сундський жолоб.

## Тектонічна історія
У моделях реконструйованої тектонічної історії області, загалом рух Індо-Австралійської плити на північ призвів до її зіткнення з Євразійським континентом, що розпочався в еоцені, приблизно 50–55 мільйонів років тому. 
Це зіткнення з Азією поклало початок орогенезу, що сформував Гімалаї, а також розколу Індо-Австралійської плити на сучасну Індостанську плиту, Австралійську плиту та, можливо, плиту Козерога. 

Оскільки Індійська плита рухалася на північ із відносно великою швидкістю в середньому 16 см/рік, вона також оберталася проти годинникової стрілки. В результаті цього руху та обертання зближення вздовж східної межі плити (Бірма-Андаман-Малайська область) з Євразією відбувалося під косим кутом.
Сили трансформації вздовж цього фронту субдукції почали вигин Зондської дуги за годинниковою стрілкою; у пізньому олігоцені (приблизно 32 млн. років) розвинулися подальші розломи, і Бірманська та Сундська мікроплити почали «відколюватися» від більшої Євразійської плити.
Після подальшої серії трансформних розломів і триваючої субдукції Індостанської плити під Бірманську плиту зворотний дуговий спрединг призвів до утворення окраїнного басейну та центру спредингу на морському дні, який став Андаманським морем, процес, що відбувся до середини пліоцену (3–4 млн. років).